# Coluna de água

Estratificação da coluna de água em mar aberto.

Uma coluna de água é uma coluna conceptual de volume de água que se contabiliza desde da superfície da água, geralmente do mar ou de outro corpo de água, como um rio ou um lago, até aos sedimentos do leito no fundo. 
O conceito de coluna de água é usado em muitos campos da hidrologia e das ciências ambientais, para avaliar a estratificação ou a mistura, por efeito térmico ou químico, dos diferentes estratos de água dos rios, lagos ou oceanos.
O conceito de coluna de água dá conta de alguns fenómenos correlacionados com a mistura vertical incompleta dos parâmetros químicos, físicos e biológicos. Por exemplo, no estudo do metabolismo dos bentos, a concentração de substâncias químicas presentes no estrato do fundo da coluna de água é decisivamente mais importante do que a composição média das substâncias presentes ao longo da coluna inteira. 
Com efeito, outro âmbito de relevo para o conceito de coluna de água, prende-se com a pressão hidrostática, que pode ser analisada em função da altura da coluna de água, visto que quanto maior a altura da coluna, maior será a correspondente pressão a uma determinada profundidade. Nesta toada ganha destaque o conceito de metro de coluna de água, como unidade de pressão hidrostática.
O conceito de coluna de água é ainda utilizado no âmbito do mergulho submarino, para descrever a área dentro da qual se deslocam os mergulhadores.

## Estratos das colunas de água

### No mar
- Zona Epipelágica[9], que é o espaço da coluna de água, nos mares e oceanos, que vai da superfície do mar até  aproximadamente a 200 metros de profundidade. [10]

- Zona pelágica[9], que é o espaço da coluna de água, nos mares e oceanos, se encontra compreendido entre os 200 e os 1000 metros de profundidade abaixo da superfície do mar . [10]

- Zona batipelágica[9] que é o espaço da coluna de água, nos mares e oceanos, se encontra compreendido compreendida entre 1.000 e os 4.000 metros.[11]

- Zona abissopelágica[9] que é o espaço da coluna de água, nos mares e oceanos, se encontra a profundidades superiores a 4.000 m.[12]

### Nos lagos
- Epilímnio [13], que é o estrato ou camada superior da coluna de água, num lago ou albufeira, situando-se acima do metalímnio e caracterizando-se por ser a camada constituída por águas mais quentes e oxigenadas. [14]

- Metalímnio[15] ou Termoclina[16], que é a camada ou estrato intermédia da coluna de água, situada abaixo do epilímnio e acima do hipolímnio, caracterizando-se por variações de temperatura que são tanto mais acentuadas, quanto maior for a profundidade. [17]

- Hipolímnio[18], que é o estrato ou camada inferior da coluna de água, num lago ou albufeira, situando-se abaixo do metalímnio e caracterizando-se por concentrar águas estagnadas, por sinal as que estão às temperaturas constantes mais baixas da coluna de água. [17]